# Allan Lard
Allan Edward Lard (* 6. August 1866 in Lexington, Kentucky; † 22. Januar 1946 in Washington, D.C.) war ein US-amerikanischer Golfer.

## Biografie
Allan Lard spielte Golf im Columbia Country Club.
Bei den Olympischen Spielen 1904 in St. Louis waren beim Mannschaftswettkampf nur zwei Mannschaften gemeldet. Kurzerhand schlossen sich zehn Spieler zusammen und gingen als United States Golf Association an den Start. Diese Mannschaft, der auch Lard angehörte, gewann die Bronzemedaille. Im Einzel hingegen schied er im Achtelfinale gegen Francis Newton aus.
Lard war Leiter eines Produktionsunternehmens in Washington, D.C. und war maßgeblich daran beteiligt, dass das Unternehmen Ende der 1920er Jahre Stahlgolfschäfte herstellte.